# پراسپکت ریور (نیو ساوث ولز)
پراسپکت ریور (نیو ساوث ولز) (به انگلیسی: Prospect Creek (New South Wales)) رودخانه‌ای است که در استرالیا جریان دارد.